# Dimorphocarpa membranacea
Dimorphocarpa membranacea är en korsblommig växtart som först beskrevs av Edwin Blake Payson, och fick sitt nu gällande namn av Reed Clark Rollins. Dimorphocarpa membranacea ingår i släktet Dimorphocarpa och familjen korsblommiga växter. Inga underarter finns listade i Catalogue of Life.